# Briquet-Syndrom
Briquet-Syndrom ist die historische Bezeichnung innerhalb der Psychotherapie und Neurosenlehre für einen polysymptomatischen Typ der Hysterie. Diese Form wird im DSM-IV unter die Somatisierungsstörungen eingeordnet und zeichnet sich durch eine rasch wechselnde Symptomatik aus. 
Der Begriff wurde letztlich durch den der Hysteria abgelöst. Der Psychiater Samuel B. Guze führte diese Unterscheidung ein und unterschied damit pseudoneurologische Konversionssymptome von denen der Hysterie, denen seiner Meinung nach eine vielfältige Symptomatik zugrunde liegt und sich nicht mit der Histrionischen Persönlichkeitsstörung deckt.
In Deutschland überschneidet sich dieser Typ mit der psychovegetativen Störung und den funktionellen Syndromen.
In der ICD-10-GM Version 2016 wird die Erkrankung dem Kode F45.0 zugeordnet. bzw. Der Kode F45.0 bezeichnet die Subkategorie Somatisierungsstörung.
In der DSM-IV wird das Briquet-Syndrom unter den Somatoforme Störungen geführt. Im aktuellen Diagnosemanual, DSM-5, wird das Briquet-Syndrom der Kategorie Somatische Belastungsstörung und verwandte Störungen  zugeordnet.